# KT Wiz
KT Wiz  (Koreanisch: 케이티 위즈) ist ein professioneller südkoreanischer Baseballverein aus Suwon und spielt in der KBO-League, der höchsten Baseball-Liga Südkoreas. Das 2013 gegründete Franchise ist das jüngste Team in der KBO-League. Der Verein gehört Südkoreas größtem Telekommunikationsunternehmen Korea Telecom.

## Geschichte
Im Januar 2013 bekam KT Wiz die Genehmigung der KBO als zehntes Team ab 2015 in der KBO League anzutreten. In den zwei Spielzeiten bis dahin traten das Franchise in der unterklassigen KBO Futures League an.
Ab 2015 traten KT Wiz dann in der KBO League an und nutze in den ersten beiden Saisons die Regelung, dass neue Mannschaften einen Ausländer mehr als üblich im Team haben dürfen. Sportlich profitierten der Verein von dieser Regel wenig, da er seine ersten drei Saisons auf dem letzten Tabellenplatz abschloss. Auch 2018 schloss KT Wiz nur auf dem neunten Tabellenplatz ab, der Outfielder Kang Baek-ho konnte aber immerhin den KBO League Rookie of the Year Award gewinnen. Im Jahr 2019 schloss KT Wiz auf dem sechsten Platz ab und verpasste abermals den Einzug in die Playoffs.
In seiner sechsten Saison erreichte KT Wiz 2020 nach dem zweiten Platz in der regulären Saison zum ersten Mal in seiner Geschichte die Postseason. Dort musste sich der Verein im Playoff den Doosan Bears mit 1-3 geschlagen geben und verpasste somit den Einzug in das Finale der Korean Series.

## Spielstätte

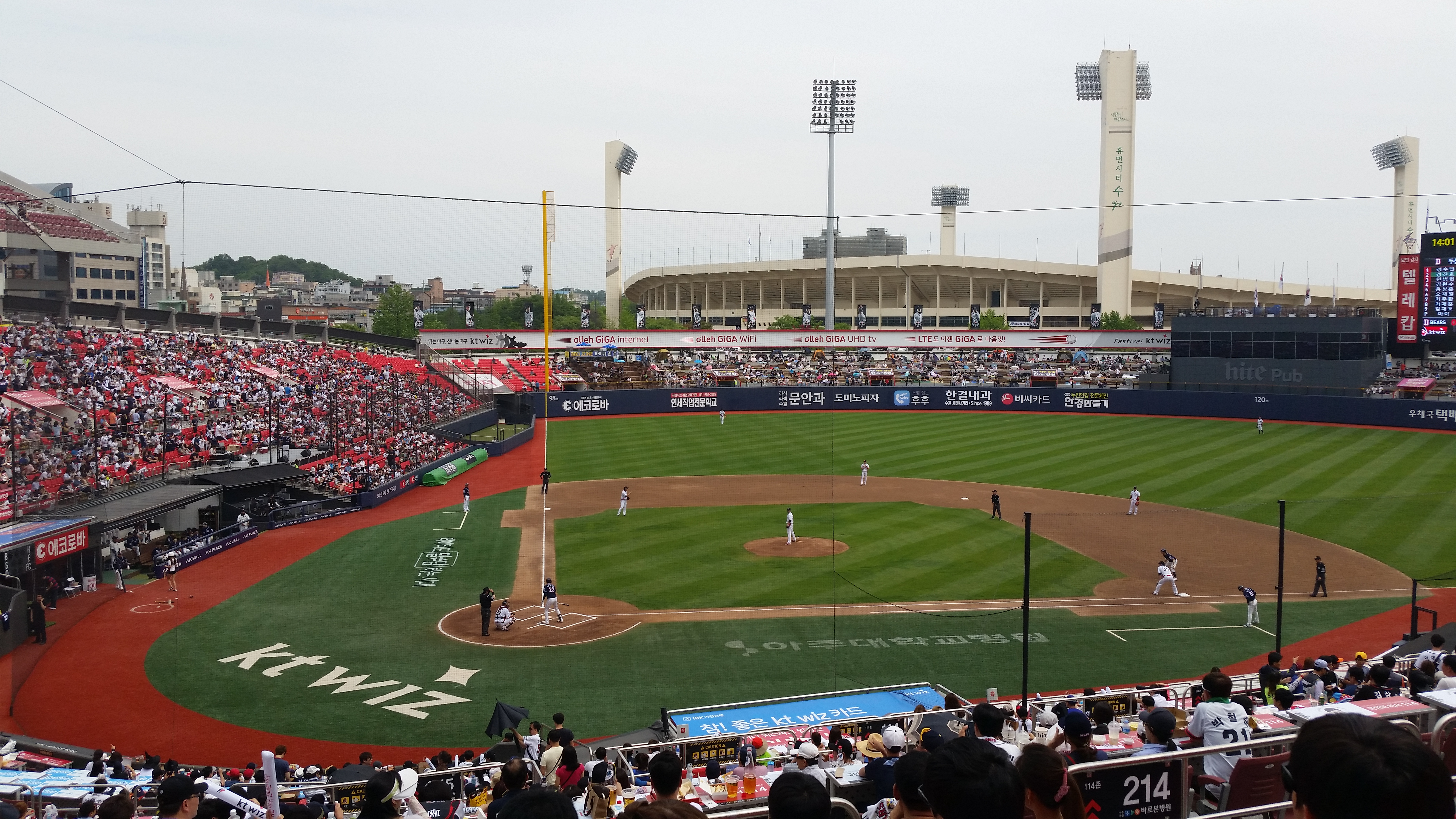
Suwon kt wiz Park

KT Wiz spielt im Suwon Baseball Stadium, das auch unter dem Namen Suwon kt wiz Park läuft. Das Stadion war von 1989 bis 2007 die Heimstätte des ehemaligen KBO Vereins Hyundai Unicorns. Nachdem es renoviert wurde, ist es seit 2015 das Heimstadion der KT Wiz und fasst nach einer weiteren Renovierung im Jahr 2017 insgesamt 22.000 Zuschauer. Das Stadion ist Teil des Suwon Sports Complex, der im Stadtteil Jangan-gu liegt.

## Zweite Mannschaft
Die zweite Mannschaft von KT Wiz, die als Farmteam fungiert, spielt unter dem gleichen Namen im 150 km entfernten Iksan. Ihre Heimspiele in der KBO Futures League trägt sie im Iksan Stadium aus.

## Saisonergebnisse
| Saison          | Stadion                | Liga            | Platz           | Reguläre Saison | Reguläre Saison | Reguläre Saison | Reguläre Saison | Reguläre Saison | Reguläre Saison | Reguläre Saison | Reguläre Saison | Reguläre Saison | Postseason         | Awards              |
| Saison          | Stadion                | Liga            | Platz           | Rang            | Spiele          | Siege           | Niederlagen     | Unentschieden   | Sieg-%          | BA              | HR              | ERA             | Postseason         | Awards              |
| --------------- | ---------------------- | --------------- | --------------- | --------------- | --------------- | --------------- | --------------- | --------------- | --------------- | --------------- | --------------- | --------------- | ------------------ | ------------------- |
| 2015            | Suwon Baseball Stadium | KBO             | 10/10           | 10/10           | 144             | 52              | 91              | 1               | .364            | .273            | 129             | 5.56            | nicht qualifiziert |                     |
| 2016            | Suwon Baseball Stadium | KBO             | 10/10           | 10/10           | 144             | 53              | 89              | 2               | .373            | .276            | 116             | 5.92            | nicht qualifiziert |                     |
| 2017            | Suwon Baseball Stadium | KBO             | 10/10           | 10/10           | 144             | 50              | 94              | 0               | .347            | .275            | 119             | 5.75            | nicht qualifiziert |                     |
| 2018            | Suwon Baseball Stadium | KBO             | 9/10            | 9/10            | 144             | 59              | 82              | 3               | .418            | .275            | 206             | 5.34            | nicht qualifiziert | Kang Baek-ho (ROTY) |
| 2019            | Suwon Baseball Stadium | KBO             | 6/10            | 6/10            | 144             | 71              | 71              | 2               | .500            | .277            | 103             | 4.31            | nicht qualifiziert |                     |
| 2020            | Suwon Baseball Stadium | KBO             |                 | 2/10            | 144             | 81              | 62              | 1               | .566            |                 |                 |                 |                    |                     |
| Gesamt          | Gesamt                 | Gesamt          | Gesamt          | Gesamt          | Spiele          | Siege           | Niederlagen     | Unentschieden   | Win-%           | Win-%           |                 |                 |                    |                     |
| Reguläre Saison | Reguläre Saison        | Reguläre Saison | Reguläre Saison | Reguläre Saison | 720             | 285             | 427             | 8               | .401            | .401            |                 |                 |                    |                     |
| Postseason      | Postseason             | Postseason      | Postseason      | Postseason      | 4               | 1               | 3               | 0               | .250            | .250            |                 |                 |                    |                     |
| Total           | Total                  | Total           | Total           | Total           | 724             | 286             | 430             | 8               | .401            | .401            |                 |                 |                    |                     |